# Karol Winiarski
Karol Winiarski CSsR (ur. 28 stycznia 1910 w Zakościelu, zm. 4 sierpnia 1972 w Krakowie) – polski redemptorysta, biblista, tłumacz Pisma Świętego.

## Życiorys
W 1921 wstąpił do niższego seminarium duchownego oo. redemptorystów, nowicjat rozpoczął w 1928, święcenia kapłańskie przyjął 12 sierpnia 1934. Następnie został wysłany na studia do Rzymu, w 1936 obronił licencjat naukowy z teologii na Papieskim Uniwersytecie Gregoriańskim, w 1938 licencjat naukowy z biblistyki w Papieskim Instytucie Biblijnym. Od 1938 był wykładowcą Wyższego Seminarium Duchownego oo. redemptorystów w Tuchowie, w latach 1939-1940 przebywał w Tarnopolu, następnie powrócił do Tuchowa, był kapelanem lokalnych oddziałów Armii Krajowej, w związku z czym w 1945 został odznaczony Złotym Krzyżem Zasługi z Mieczami.
Od 1946 do 1947 mieszkał w Toruniu, następnie powrócił do Tuchowa, gdzie pełnił m.in. funkcje ekonoma klasztoru, wikariusza kooperatora (od 1951), wikariusza substytuta (od 1956). W 1965 zamieszkał w Krakowie.
Dla Biblii Tysiąclecia przetłumaczył księgę Mądrość Syracha oraz Księgę Barucha.